# El Solo
El Solo (Cerro Solo) je neaktivní stratovulkán nacházející se na hranicích Argentiny a Chile, západně od statovulkánu Ojos del Salado. Stavba sopky sestává z devíti erupčných center a několika silných vrstev pyroklastických depozitů převážně ryolito-dacitového složení, které vyplňují přilehlé údolí.